# Bahnstrecke Silberhausen–Hüpstedt
| Kursbuchstrecke: | 171e (1934) 186 k (1944) |                               |                               |
| Streckenlänge: | 10,1 km                  |                               |                               |
| Spurweite: | 1435 mm (Normalspur)     |                               |                               |
| Maximale Neigung: | 20 ‰                     |                               |                               |
| Minimaler Radius: | 200 m                    |                               |                               |
| |                          |                               |                               |
| \| \| \| von Gotha \| \| \| \| \| Silberhausen \| \| \| \| \| nach Leinefelde \| \| \| \| 0,0 \| Silberhausen Nord \| 380 m \| \| \| 6,0 \| Beberstedt \| 412 m \| \| \| 8,7 \| Hüpstedt \| 462 m[1] \| \| \| \| zum Schachtbahnhof Hüpstedt \| \| \| \| 10,1 \| Hüpstedt-Übergabebahnhof \| 474 m \| \| \| \| zur Abschussrampe \| \| \| \| \| zum Schachtbahnhof Felsenfest \| \| |                          |                               |                               |
| Strecke |                          | von Gotha                     | von Gotha                     |
| Haltepunkt / Haltestelle |                          | Silberhausen                  | Silberhausen                  |
| Abzweig ehemals geradeaus und nach links |                          | nach Leinefelde               | nach Leinefelde               |
| Bahnhof (Strecke außer Betrieb) | 0,0                      | Silberhausen Nord             | 380 m                         |
| Bahnhof (Strecke außer Betrieb) | 6,0                      | Beberstedt                    | 412 m                         |
| Spitzkehrbahnhof rechts | 8,7                      | Hüpstedt                      | 462 m                         |
| Abzweig geradeaus und von rechts (Strecke außer Betrieb) |                          | zum Schachtbahnhof Hüpstedt   | zum Schachtbahnhof Hüpstedt   |
| Dienststation / Betriebs- oder Güterbahnhof (Strecke außer Betrieb) | 10,1                     | Hüpstedt-Übergabebahnhof      | 474 m                         |
| Abzweig geradeaus und nach rechts (Strecke außer Betrieb) |                          | zur Abschussrampe             | zur Abschussrampe             |
| Strecke (außer Betrieb) |                          | zum Schachtbahnhof Felsenfest | zum Schachtbahnhof Felsenfest |

Die Bahnstrecke Silberhausen–Hüpstedt war eine Nebenbahn in Thüringen. Sie zweigte in Silberhausen von der Bahnstrecke Gotha–Leinefelde ab und führte südlich des Dün nach Hüpstedt.

## Geschichte
Bereits 1870 war die Bahnstrecke Gotha–Leinefelde eröffnet worden, der 1880 die Bahnstrecke Leinefelde–Treysa als Teil der Kanonenbahn von Berlin nach Metz  folgte. Dennoch bot im Eichsfeld die Landwirtschaft nur bescheidene Erwerbsmöglichkeiten. Einen gewissen Ausgleich verschafften vor allem Bodenschätze. Im Bereich des Höhenzuges Dün südöstlich von Leinefelde waren es Kalivorkommen, die einer Transportmöglichkeit bedurften. So plante man eine Grubenbahn vom Staatsbahnhof Silberhausen an der Strecke Gotha–Leinefelde bis zu den in östlicher Richtung abgeteuften Schachtanlagen. Die anliegenden Ortschaften setzten sich allerdings für eine öffentliche Bahn ein, da eine Grubenbahn für sie keinen Nutzen gehabt hätte.
Von der am 4. Dezember 1912 gegründeten Obereichsfelder Kleinbahn AG übernahmen das Königreich Preußen und die Provinz Sachsen je ein Drittel der Aktien, der Rest verteilte sich auf zwei Bergbaugewerkschaften und drei Anliegergemeinden. Insgesamt betrug das Kapital 1,14 Millionen Mark. Die AG übernahm die bereits im Bau befindliche Grubenbahn und vollendete sie. Am 17. Januar 1913 wurde der Güterverkehr eröffnet, der Personenverkehr folgte am 13. April 1913.
Den Betrieb führte zunächst die Kleinbahnabteilung des Provinzialverbandes Sachsen. Vor dem Ersten Weltkrieg verkehrten vier Zugpaare, an Sonn- und Feiertagen fünf mit einer Fahrzeit von 25 Minuten.
Im Dezember 1920 kam es zu einem schweren Unfall, bei dem 14 Personen ums Leben kamen, als ein Zug in Silberhausen den Prellbock des Streckenendes überfuhr und einen Abhang hinabstürzte.

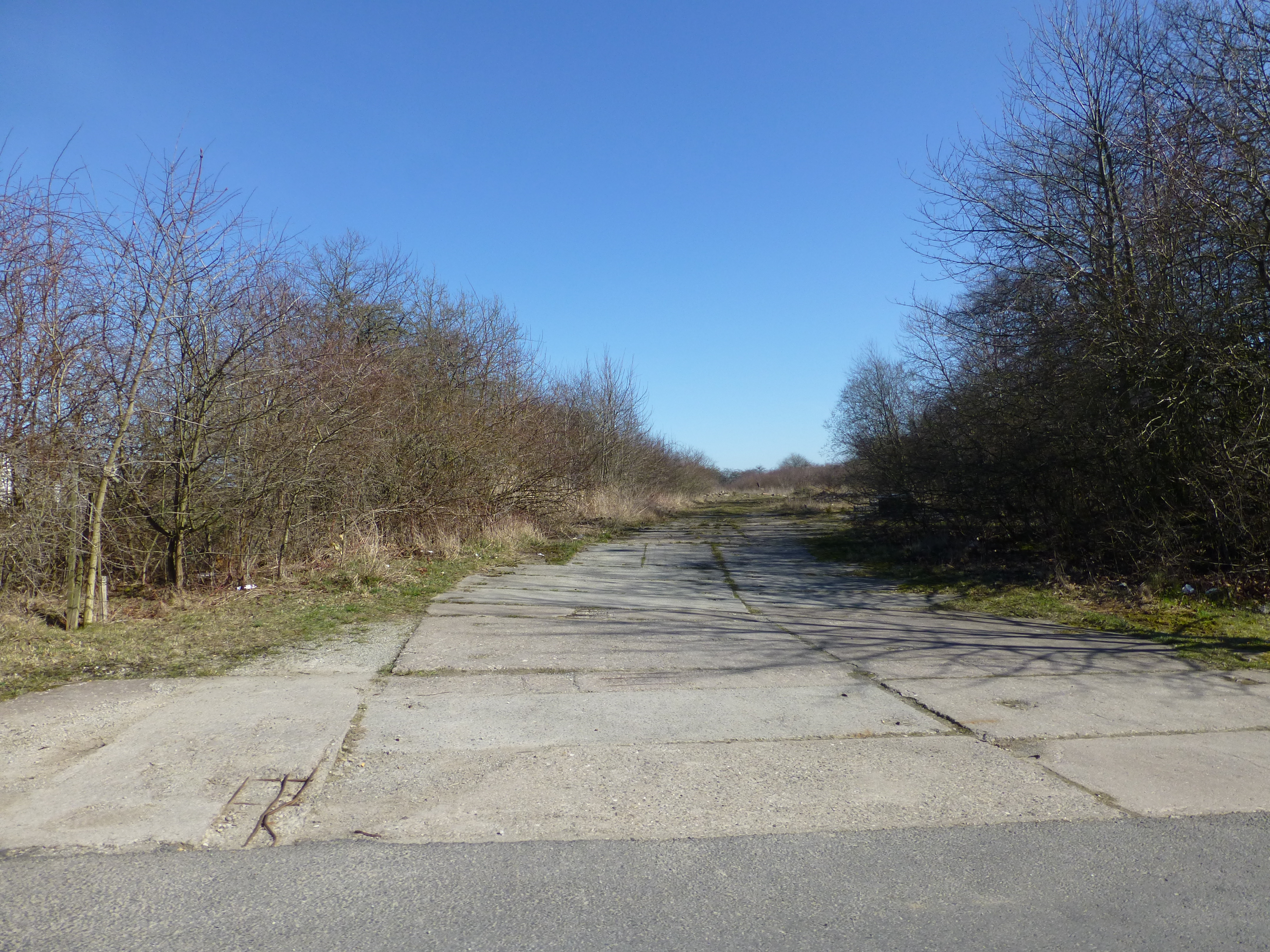
Bahnkörper am ehemaligen Bahnhof Beberstedt (2014)

Die Haupteinnahmequelle waren die Transporte für die Kalischächte, allerdings entwickelte sich das Betriebsergebnis schlechter als man bei der Planung erwartet hatte. In der Wirtschaftskrise nach dem Ersten Weltkrieg stellten die Kaliwerke 1924 ihre Produktion ein, so dass der Bahn ihre Basis entzogen war. Es verkehrten nur an drei Tagen der Woche Züge. 1935 wurde ein Triebwagen beschafft, um den Reiseverkehr wirtschaftlicher betreiben zu können. Nur mühsam konnte der Betrieb aufrechterhalten werden, bis im Zweiten Weltkrieg der Bedarf an Leistungen – vor allem im Personenverkehr – wieder anstieg. Der Güterverkehr erreichte nicht wieder das Ergebnis der ersten Betriebsjahre, obwohl bei den ehemaligen Kalischächten die Deutsche Reichsbahn zum Schutz vor Luftangriffen ein Ausweichlager eingerichtet wurde. Kurz vor Ende des Zweiten Weltkrieges wurde hinter dem Werksbahnhof des Kalischachtes noch eine Anschlussbahn in den Hüpstedter Wald gelegt, wo eine Abschussrampe für V2-Raketen gebaut wurde.
Nach der Besetzung Thüringens durch die Rote Armee im Sommer 1945 wurde die Bahn unter die Verwaltung der Sächsischen Provinzbahnen GmbH gestellt. Diese nahmen den zum Kriegsende eingestellten Verkehr im Dezember 1945 wieder auf. Am 1. November 1947 wurde der Betrieb endgültig eingestellt und die Gleise anschließend als Reparationsleistung abgebaut.

## Streckenbeschreibung

### Verlauf
Die Strecke verließ den Bahnhof Silberhausen in Nördlicher Richtung und schwenkte einem Rechtsbogen dann nach Osten. Ohne wesentliche Kunstbauten und Neigungen verlief sie dann über Beberstedt bis Hüpstedt. Die Kalischächte am Fuß des Dün waren in nordwestlicher Richtung an den Bahnhof Hüpstedt über eine Anschlussbahn angebunden.

### Betriebsstellen
Silberhausen ⊙
Beim Bau der Kleinbahn wurde der bereits bestehende Bahnhof Silberhausen wesentlich erweitert. Insgesamt waren mit dem östlich des Staatsbahnhofes gelegenen Kleinbahnhof 13 Gleise, 28 Weichen und eine Drehscheibe vorhanden. Das Empfangsgebäude der Staatsbahn ist ein zweigeschossiges mit Schiefer gedecktes Ziegelgebäude, während das „Empfangsgebäude“ der Kleinbahn bloß aus einem Wellblechschuppen bestand.
Beberstedt ⊙

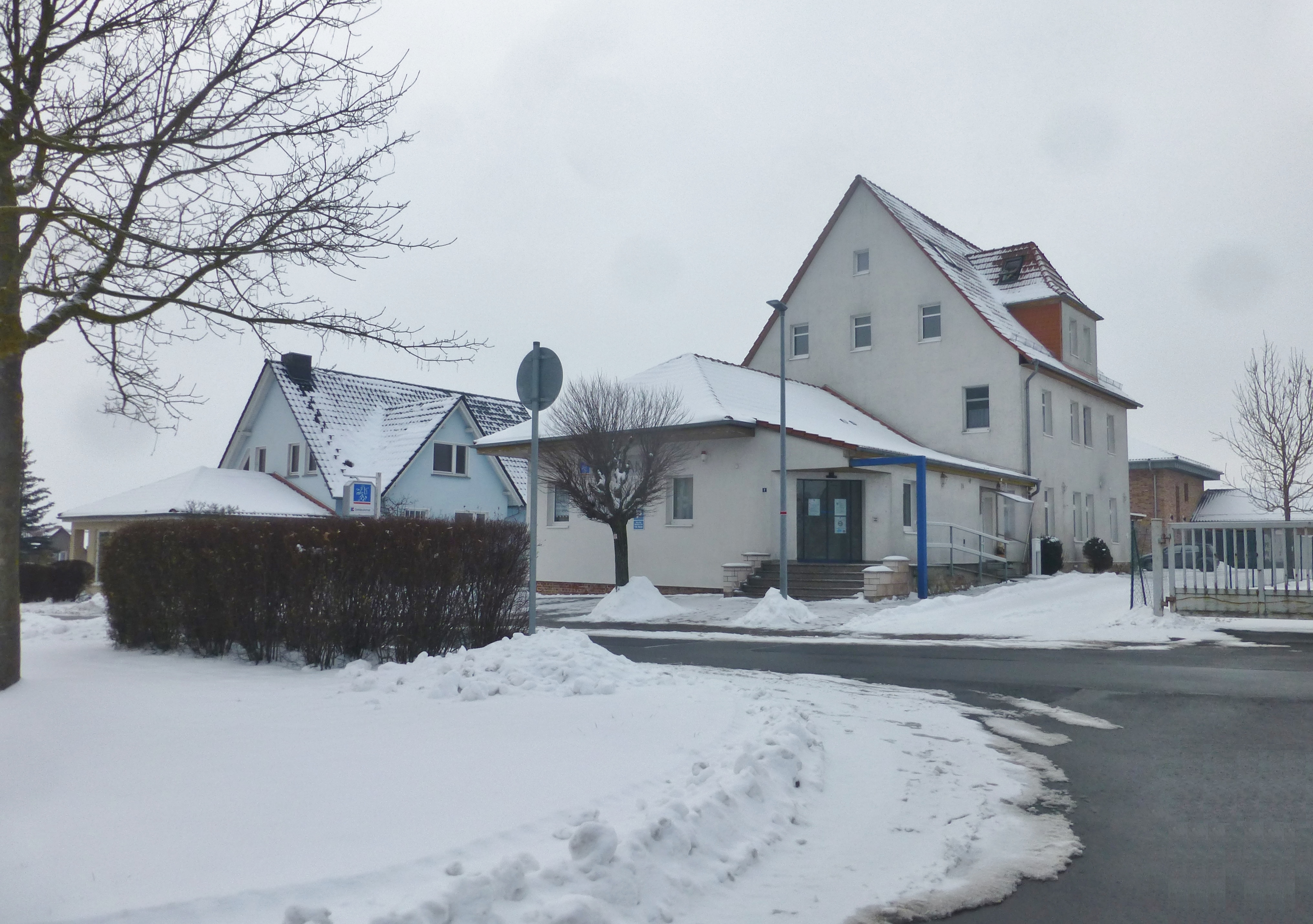
Bahnhof Hüpstedt (2021)

Der Bahnhof Beberstedt war die einzige Zwischenstation der Bahnstrecke, neben dem durchgehenden Hauptgleis mit Bahnsteig bestand noch ein Ladegleis, von dem ein Anschlussgleis zu einem Sägewerk abzweigte. Das „Empfangsgebäude“ war wie in Silberhausen lediglich eine Wellblechhütte.
Hüpstedt ⊙
Der Bahnhof Hüpstedt bildete das betriebliche Zentrum der Kleinbahn, hier befanden sich der Lokschuppen mit angebautem Wasserturm und die dazugehörigen Lokomotivbehandlungsanlagen. An das massive zweigeschossige Empfangsgebäude war ein kleiner Güterschuppen angebaut. Weiterhin stand für den Güterverkehr eine kurze Ladestraße zur Verfügung.
Hüpstedt-Übergabebahnhof ⊙
Hüpstedt-Übergabebahnhof war der Aufstellungsbahnhof zu den zwei Anschlussbahnen der Kalischächte. Die zwei Gewerkschaften „Hüpstedt“ und „Felsenfest“ besaßen mit ihren Schachtbahnhöfen jeweils eigene Gleisanlagen mit je einem kleinen Lokschuppen.

## Fahrzeugeinsatz
Bei Betriebsaufnahme waren zwei dreiachsige Dampflokomotiven (davon eine gebraucht gekauft), zwei Personenwagen, ein kombinierter Personen-, Gepäck- und Postwagen sowie 16 Güterwagen vorhanden. Ab 1935 kam ein Triebwagen zum Einsatz, der von der WUMAG in Görlitz geliefert worden war.